# Fairyland (banda)
Fairyland es una banda francesa de power metal sinfónico proveniente de Niza, Provenza-Alpes-Costa Azul. Fundada en 1998 por los músicos Philippe Giordana y Willdric Lievin. En sus inicios el grupo llevó los nombres de “Fantasy” y “Fantasia”.
El grupo ha pasado por varios cambios en su formación desde la década de 2000. En 2007 la banda se convirtió en un proyecto solista, cuando Giordana quedó como único miembro. De este modo lanzó el álbum Score to a New Beginning en 2009 como Fairyland, pero con músicos y cantantes invitados. Sin embargo, en 2015, Fairyland volvió a ser una banda con una formación completa, incluido Willdric Lievin, regresando como miembro formal de la agrupación desde 2004.
Todos los álbumes de Fairyland llevan temáticas de ópera rock. A lo largo de su discografía han contado una sola historia cuyos acontecimientos suceden en un mundo ficticio, creado por Phil Giordana, llamado Osyrhia. Cada álbum es un capítulo nuevo sobre la historia de Osyrhia y su personaje principal: Doryan.

## Biografía
Willdric Lievin comenzó a tocar la batería cuando tenía 10 años. Después de tocar en varias bandas, conoció a Philippe Giordana, quien tocaba el teclado desde los 14 años. Ambos coincidieron en un evento donde tocaron con sus respectivas bandas. Rápidamente hicieron amistad, compartiendo la misma pasión por el power metal, el metal sinfónico, la música film score y las historias de fantasía. Pronto comenzaron a escribir canciones juntos y deciden formar un grupo de power metal sinfónico llamado Fantasy. Más tarde se les une el guitarrista y bajista Thomas Cesario. Juntos hicieron su primer demo, “Tribute to Universe”. Después de un largo tiempo buscando sello, firmaron con la discográfica sueca Intromental Management, para luego asegurar un contrato de grabación con la discográfica francesa N.T.S. (ahora llamada Replica Records). El sonido de la banda comenzó a evolucionar a un estilo más sinfónico y de fantasía, reflejado en su segundo demo, del año 2000, “Realm of Wonders”.

### Of Wars in Osyrhia
Dadas diferencias personales entre Willdric y Thomas, Will despide a Thomas Cesario de la banda. Tras esto el grupo cambia de nombre a Fantasia. Una vez publicado el demo, se une a la banda el guitarrista Anthony Parker, y la banda decide trabajar en su primer álbum de estudio. El cual grabaron en Wizard Studio en febrero de 2002, y el álbum no estuvo listo hasta noviembre del mismo año. Durante el verano de 2002, en medio de la grabación del álbum, los miembros de la banda comenzaron a buscar un cantante. Su idea inicial fue contratar a varios cantantes de distintas bandas como invitados especiales, para que cantaran las canciones a lo largo del álbum. Para esto primero llaman a Elisa C. Martin, quien en aquel entonces estaba en la banda española Dark Moor. Al grabar un tema, la banda decidió que Elisa cantara todas las canciones y terminaron ofreciéndole el papel de vocalista de planta en la agrupación. Su primer álbum de estudio titulado Of Wars in Osyrhia fue lanzado en julio del 2003. Para este lanzamiento la banda decide cambiar nuevamente de nombre por Fairyland. El disco les permitió, gracias a la respuesta de la crítica y de los fanáticos, salir de gira con bandas como Sonata Arctica y participar en el Sweden Rock Festival de 2003.

### The Fall of an Empire
Debido a problemas internos de la banda, Willdric Lievin deja la agrupación para formar un nuevo proyecto musical llamado Hamka, al cual se le une más tarde la vocalista Elisa C. Martin, quien también abandona Fairyland. Phil Giordana, junto con el guitarrista Anthony Parker, deciden continuar Fairyland. Para esto se forma una nueva alineación con Max Leclercq (de Magic Kingdom) como nuevo cantante, Pierre-Emmanuel Desfray en la batería, y Giordana decide recontratar como bajista a Thomas Cesario. Con esta nueva alineación graban un álbum en estilo demo con el cual logran captar la atención de la discográfica austriaca Napalm Records, quienes los contratan para el lanzamiento de su segundo y tercer disco. Así graban el segundo álbum de estudio titulado The Fall of an Empire. Pronto le siguió una gira junto a Kamelot y Leaves' Eyes.

### Score to a New Beginning
En 2007 Philippe anuncia que todos los otros miembros de la banda se fueron debido a diferencias musicales. Como único compositor de Fairyland, Giordana decidió buscar una nueva formación para la banda, pero tiempo después de trabajar en el nuevo material de la banda, tomó la decisión de hacer a Fairyland un proyecto solista con músicos invitados. Así lanzó su tercer álbum de estudio, Score to a New Beginning. Para este álbum regresa Willdric Lievin a la banda como baterista, pero no acreditado como músico de planta en la banda, sino como invitado. Giordana también contrata a Marco Sandron como vocalista y a Fabio D'Amore como bajista (ambos integrantes de Pathosray), y Chris Menta (de Razordog) como guitarra rítmica. A su vez invita a muchos otros músicos de distintas bandas para grabar ya sea coros, solos de guitarra, o voces adicionales en distintas canciones del álbum.

### Osyrhianta
Tras el lanzamiento de su tercer álbum, la banda estuvo pausada durante un tiempo, ya que Phil Giordana estuvo trabajando en varios otros proyectos. Cuando Phil decide comenzar a trabajar en el nuevo álbum de Fairyland, su contrato con la discográfica de Napalm Records había terminado. Giordana envió algunos demos a la discográfica, pero estos le anuncian que no tenían intenciones de renovar el contrato con la banda. Tras esto Giordana contacta con su antiguo productor, Olivier Garnier, quien le aconseja que reforme a Fairyland como una «banda real» y no como un proyecto solista. Tras esto Giordana decide formar una nueva alineación. En 2015, mientras Giordana buscaba integrantes de planta para la banda, es contactado por el vocalista del grupo italiano Wind Rose, Francesco Cavalieri, quien le manda un video de él cantando un cover del tema Paradise Lost de Symphony X. Rápidamente es contratado por Giordana como el nuevo vocalista de Fairyland.
La nueva alineación de la banda se conformó de Phil Giordana (teclados), Willdric Lievin (bajo y guitarra), Jean-Baptiste Pol (batería), Sylvain Cohen (guitarra), y Francesco Cavalieri (voz). El grupo consigue contactar con una discográfica independiente, el sello alemán Massacre Records. Con esta alineación estrenan el 22 de mayo de 2020 su cuarto álbum de estudio, Osyrhianta. Dado el aumento de popularidad de la otra banda de Cavalieri (Wind Rose), el cantante decide dejar Fairyland para poder dedicarse completamente a su banda. Como la agrupación tenía ya planeadas fechas en vivo, contratan para sus presentaciones en vivo a quien fuera su vocalista en el primer álbum de la banda, y quien mantuvo una fuerte amistad con Willdric, Elisa C. Martin.

### Fallecimiento de Giordana
En octubre de 2022 fallece Philippe Giordana, tras llevar varios meses enfermo. Los detalles de su muerte fueron dados por Willdric Lievin. Will revela que Giordana, antes de morir, le hizo prometer que grabaría el quinto álbum de Fairyland en conjunto con el músico francés Peter Crowley. Tras la muerte de Phil Giordana, Willdric tomó el puesto de líder de la agrupación.
Dada la salida de Cavalieri, en febrero de 2023 la banda anuncia, a través de sus redes sociales, estar en busca de un nuevo vocalista para la grabación de su quinto álbum. Para esto deciden hacer un casting para elegir a su nuevo vocalista. En marzo de 2023, Fairyland anuncia a su nuevo cantante, el británico Archie Cain. Desde entonces la banda ha estado trabajando en la composición de su quinto álbum de estudio. Willdric reveló que los arreglos orquestales del nuevo álbum estarán a cargo del músico Peter Crowley.
El 18 de mayo de 2024, Willdirc Lievin anuncia a través de las redes sociales de la banda el haber encontrado un nuevo miembro que se uniría a la banda como nuevo tecladista, el músico neerlandés Gideon Ricardo.

## Temática
A lo largo de su discografía la banda cuenta la historia de un universo complejo e imaginario llamado Osyrhia, poblado por diferentes razas y dominado por dioses que intentan enseñarles los secretos de la evolución y el acceso al conocimiento. Lo cual se sale de control según lo planeado y no pasa mucho tiempo antes de que el caos y la guerra azoten este mundo pacífico.
(Of Wars in Osyrhia) Cuenta la historia de la tierra de Osyrhia, creada por los Dioses, y dividida en 7 continentes gobernados por reyes. El malvado Cenos, también llamado “el viajero” por viajar de uno a otro lado trayendo muerte y desolación, trae caos a la tierra de Osyrhia. Los dioses logran desterrarlo de Osyrhia junto con sus seguidores y encerrarlos durante mil años. Los dioses dan a cada uno de los 7 reyes de Osyrhia una piedra de poder para contener el mal, llamadas las Piedras guardianes. Quien se haga de las 7 piedras podría unir a los 7 reinos de Osyrhia para su causa. Aunque se predijo que un joven recibiría el poder de las piedras y guiaría a su pueblo a la batalla contra la oscuridad. Mil años han pasado y el mal lentamente comienza a despertar. Al mismo tiempo, en alguna parte de Osyrhia, un joven llamado Doryan sueña con una visión del futuro en el que el mal se apodera de Osyrhia. Doryan se apresura a avisar al rey Morick, quien conociendo la profecía decide confiar en Doryan para guiar a los Ejércitos de la Luz contra la inevitable oscuridad que se aproxima.
(The Fall of an Empire) En la guerra, los Ejércitos de la Luz son derrotados por las legiones de Cenos, y el pueblo de Osyrhia es condenado a la esclavitud. Debido a un hechizo, Doryan cae en un sueño sobrenatural durante 500 años, hasta que despierta lentamente y prepara un contraataque para liberar al pueblo de Osyrhia.
(Score to a New Beginning) Después de que Doryan logra despertar y emprender su cruzada, forja una alianza con ejércitos sobrevivientes que se escondían en las Montañas Blancas y con algunos esclavos que lograron ser liberados. Todos juntos parten hacia Duna para liberar al resto de esclavos y poderse levantar en armas contra Cenos. Para esto cruzan el “Mar sin fin” donde deben pelear contra el Leviathan que se esconde bajo las aguas. Tras la batalla, un soldado envía una carta a su amada, la cual termina siendo interceptada por las huestes de Cenos, quienes al enterarse de que un ejército rebelde se acerca, comienzan a prepararse para su llegada. Doryan junto a su ejército logran llegar a las puertas de Morken, donde se resguarda Cenos, y se libera una batalla.
(Osyrhianta) Este álbum es una precuela de la historia. Remontándose a 3000 años después del nacimiento de Osyrhia, narrando el ascenso del malvado Cenos.

## Discografía

### Como Fantasia
- Tribute to Universe (Demo)
- Realm of Wonders (Demo) (2000)

### Como Fairyland
- Of Wars in Osyrhia (2003)
- The Fall of an Empire (2006)
- Score to a New Beginning (2009)
- Osyrhianta (2020)

## Videografía
- Heralds of the Green Lands (2020)
- The Hidden Kingdom of Eloran (Lyric Video) (2020)
- Hubris Et Orbis (Lyric Video) (2020)

## Alineación

### Miembros actuales
- Archie Caine - Voz
- Willdric Lievin - Bajo, Guitarra, Batería
- Sylvain Cohen - Guitarra
- Gideon Ricardo - Teclados
- Jean-Baptiste Pol - Batería

### Miembros anteriores
- Philippe Giordana - Teclados
- Elisa C. Martin - Voz
- Max Leclercq - Voz
- Francesco Cavalieri - Voz
- Thomas Cesario - Bajo, Guitarra
- Anthony Parker - Guitarra
- Pierre-Emmanuel “Piwee” Desfray - Batería